# كلونايد
كلونيد هي شركة استنساخ الإنسان تأسست في عام 1997. لها علاقات فلسفية مع طائفة الرائيليين التي ترى في استنساخ خطوة أولى نحو تحقيق الخلود. في 27 ديسمبر 2002، اعلنت بريجيت بويسيلييه، الرئيس التنفيذي لكلونيد، عن ولادة طفلة مستنسخة سميت حواء. أثار هذا الإعلان ضجة إعلامية وجوبه بالنقد الجاد والنقاشات حول أخلاقيات العمل والذي دام أكثر من عام. كما حاول النائب العام في فلوريدا بتعيين وصي خاص لحواء كما هدد بمقاضاة كلونيد، لأنه كان يخشى أن تعامل الطفلة كفأر المختبر. وحين علم أن اسم الشرط ليس كلونيد، قرر الكشروع صوري. أما الناشطة في مجال الأخلاقيات البيولوجية، كلارا ألتو، أدعت أن تجارب كلونيد على البشر سابقة لأوانها وأشارت إلى ارتفاع نسبة التشوهات والوفيات الجنينية في حالات استنساخ الحيوانات.